# Моргаус (парафія)
Шаблон:StateAbbr_ 32°49′ пн. ш. 91°48′ зх. д. / 32.82° пн. ш. 91.8° зх. д.
Моргаус (англ. Morehouse Parish) — округ (парафія) у штаті Луїзіана, США. Ідентифікатор округу 22067.

## Історія
Парафія утворена 1844 року.

## Демографія
За даними перепису 
2000 року 
загальне населення округу становило 31021 осіб, зокрема міського населення було 16077, а сільського — 14944.
Серед мешканців округу чоловіків було 14812, а жінок — 16209. В окрузі було 11382 домогосподарства, 8319 родин, які мешкали в 12711 будинках.
Середній розмір родини становив 3,14.
Віковий розподіл населення поданий у таблиці:
| Стать    | До 15 років | 15-21 | 22-29 | 30-39 | 40-49 | 50-65 | 65-85 | Понад 85 |
| -------- | ----------- | ----- | ----- | ----- | ----- | ----- | ----- | -------- |
| Чоловіки | 3615        | 1723  | 1433  | 1935  | 2126  | 2123  | 1703  | 154      |
| Жінки    | 3354        | 1662  | 1570  | 2123  | 2298  | 2373  | 2427  | 402      |

## Суміжні округи
- Ешлі, Арканзас — північ
- Шико, Арканзас — північний схід
- Вест-Керролл — схід
- Ричленд — південний схід
- Вачіта — південний захід
- Юніон — захід
- Юніон, Арканзас — північний захід

## Виноски
1. ↑  U.S. Decennial Census. United States Census Bureau. Архів оригіналу за 19 липня 2018. Процитовано 1 вересня 2014.
2. ↑  Historical Census Browser. University of Virginia Library. Архів оригіналу за 11 серпня 2012. Процитовано 1 вересня 2014.
3. ↑  Population of Counties by Decennial Census: 1900 to 1990. United States Census Bureau. Архів оригіналу за 15 вересня 2014. Процитовано 1 вересня 2014.
4. ↑  Census 2000 PHC-T-4. Ranking Tables for Counties: 1990 and 2000 (PDF). United States Census Bureau. Архів оригіналу (PDF) за 18 грудня 2014. Процитовано 1 вересня 2014.
5. ↑  State & County QuickFacts. United States Census Bureau. Архів оригіналу за 19 червня 2011. Процитовано 10 серпня 2013.(англ.) Наведено за англійською вікіпедією.
6. ↑  American FactFinder. Бюро перепису населення США. Архів оригіналу за 26 лютого 2012. Процитовано 31 січня 2008.

| США | Це незавершена стаття з географії США. Ви можете допомогти проєкту, виправивши або дописавши її. |